# Otiositas
Otiositas ist das lateinische Wort für „Nichtstun“ oder „Müßiggang“. 
Im 48. Kapitel der Regula Benedicti (De opera manuum cotidiano) heißt es:

„Otiositas inimica est animae, et ideo certis temporibus occupari debent fratres in labore manuum, certis iterum horis in lectione divina.“

„Müßiggang ist der Seele Feind. Deshalb sollen die Brüder zu bestimmten Zeiten mit Handarbeit, zu bestimmten Stunden mit heiliger Lesung beschäftigt sein.“

Mit Otiositas ist aber auch das Motiv des siebten Schöpfungstages in der Bibel beschrieben. Am siebten Tage ruhte Gott und betrachtete seine Schöpfung. 
Religionswissenschaftlich versteht man unter einem „otiosen Hochgott“, wie er etwa in den afrikanischen Religionen häufig ist, einen fernen Schöpfer- bzw. Hochgott, der keinen Einfluss mehr auf das Schicksal seiner Geschöpfe und der Welt nimmt und daher gewöhnlich auch nicht angebetet wird. Der Deismus beschreibt einen solchen Gott philosophisch.